# Станіслав Сарницький

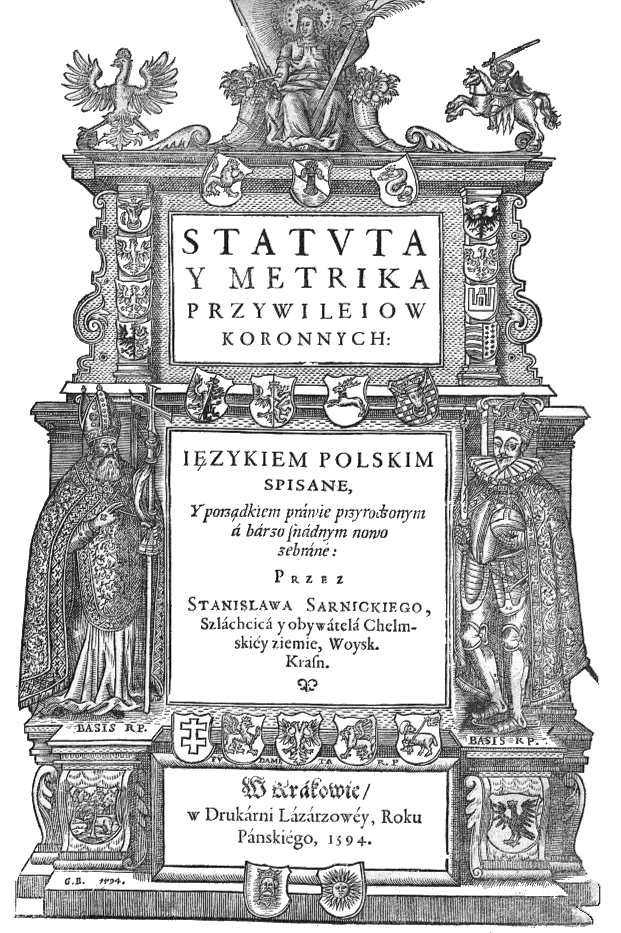
Титульний лист книги Ст. Сарницького Statuta i metryka przywilejów koronnych 1594, Краків

Станіслав Сарницький (пол. Stanisław Sarnicki; нар. 1532, Люблінське воєводство, Річ Посполита — пом. 23 вересня 1597) — польський придворний історик, публіцист, географ. Представник шляхетського роду Сарницьких гербу Слєповрон. Кальвініст.

## Біографія
Він народився близько 1532 року, син Яна і Ельжбети Гожковських. Він навчався в Кенігсберзькому університеті (за рахунок прусського князя Альбрехта), Віттенбергу (з 1547 року) та Женеві, де він зустрівся з активістами-реформаторами. Він був, зокрема, слухачем лекцій Філіппа Меланхтона у Віттенберзі і навчався у Жана Кальвіна в Женеві, учнем і прихильником якого був. Після повернення до Польщі став старостою в Недзведзі і Влодзиславі, а потім старшим в кальвіністській церкві Кракова. Після 1570 року він відійшов від Реформації.

## Праці
- «Synopsis brevissima annalium polonicorum» (Краків 1582),
- «Descriptio veteris et novae Poloniae» (Опис старої і нової Польщі, 1585).
- «Annales sive de origine et rebus gesus Polonorum et Lithuanorum libri VIII» (Краків, 1587)
- «Statuta i Metryka przywilejòw Koronnych» (Краків, 1594).

### Редакторська робота
- Судження і критика Церкви… Краков (приблизно 1561) друкарня М. Віжбета
- Дж. Кальвін Короткий застережливий сигнал для братів Полонос Краков 1563 друкарня М. Віжбета, інша ред.: Женева 1563
- Колоквіум П'ятковскі. Це розмова що відбулася у послідовників істинної віри Краков 1565, дукарня М. Віжбета

### Листи і матеріали
- До Ж. Кальвіна, дати: Краків 15 квітня 1558, 1 вересня 1561, 28 квітня 1563; до H. Буллінджера, дати: Краків 19 листопада 1562; до К. Трецего. Краків 24 квітня, 1563 без дати; редактор Г. Баум, Е. Куніц, Е. Рейсс «Джон Кальвін працю … все», стор. 17-19, Брауншвейг 1877—1879,  Корпус Реформаторства , стор. 45-47.
- H. Буллінджер, дати: 28 вересня Краків, 1561;. Піотрков 23 січня 1563; У Кракові, 13 квітня 1567 роки; H. Буллінджер або Д. Сімлер, дати. в Кракові в квітні +1565, під ред. Т. Пьотрков «Відповідність швейцарців з поляками», Архів історії реформація' '1908 році, доповнення 3.
- Ж. Кальвін, дата. Женева 9 жовтня 1561, дата не вказана; редактор Г. Баум, Е. Кюнітс, Е. Рейсс «Джон Кальвін працю … все», стор. 19-20, Брауншвейг 1879  Корпус Реформації , стор. 47-48.
- Від Т.Без, дата. в Женеві, 1 листопада 1565 р изд. :Bezae epistolae № 14
- Авторська копія  Анналів …  з «Матеріали для історії польської літератури» т.1 Т. Вьєжбовскі Варшава 1900.

### Невизнані роботи
- Poloniae, gentisque et Reipublicae descriptionis libri II, Frankfurt 1575, (autorstwo prawdopodobne zdaniem W. Chojnackiego).